# Silvia Ayala
Silvia Bessy Ayala Figueroa (sinh ngày 14 tháng 12 năm 1969 tại Cortés) là một luật sư và chính trị gia người Honduras. Bà từng là phó của Quốc hội Honduras đại diện cho Đảng Thống nhất Dân chủ cho Cortés trong nhiệm kỳ 2006-10.
Bà chạy đua với tư cách ứng cử viên đại diện cho LIBRE cho cuộc tổng tuyển cử năm 2013.